# 桌布引擎
Wallpaper Engine：桌布引擎是Kristjan Skutta公司開發並且在2016年於Steam推出的Microsoft Windows應用程序，使用者可以輸入GIF或各種影音檔案，桌布引擎就會將媒體內容製作成桌布並顯示在電腦桌面，桌布引擎也支援以滑鼠進行操作的互動式動態桌布。除了自行製作以外，使用者也可以透過Steam工作室搜尋及下載其他人製作、上傳的媒體內容，在自己的桌布引擎上使用。2019年8月桌布引擎成為Steam的產品。桌布引擎剛推出時就有許多使用者在工作室上傳各種動漫色情圖片、動態桌布，直到2019年因為嚴重特殊傳染性肺炎疫情的影響有越來越多使用者在桌布引擎工作室上傳整套高清日本成人影片，讓桌布引擎成為日本AV女優分享平台；根據Steam Charts紀錄，桌布引擎在疫情期間的人數從3月份開始急速增加，4月份便達到43,257人同時上線。根據《麻省理工科技評論》的分析報告，該軟件有四成使用者來自中國大陸，報告也指出軟件「形同非官方授權素材的天堂」。
2021年11月26日推出Wallpaper Engine 2.0。可以在Android 8.1以上的版本免費下載，透過Steam可以將訂閱工作坊之收藏庫，同步電腦桌布至相容的行動裝置。

## 外部連結
- 官方网站
- Steam上的Wallpaper Engine：桌布引擎 （页面存档备份，存于）
- WeGame上的Wallpaper Engine：壁纸引擎 （页面存档备份，存于）
- 蒸汽平台上的 Wallpaper Engine：壁纸引擎 （页面存档备份，存于）
- 壁纸引擎免费下载 （页面存档备份，存于）